# Len Elmore
Pour les articles homonymes, voir Elmore.
Len Elmore, né le 28 mars 1952 à New York , est un ancien joueur américain de basket-ball évoluant au poste de pivot, devenu avocat.

## Carrière sportive
Après avoir conduit aux titres de la ville de New York et de « Number 1 Team in the Nation » le Power Memorial Academy à New York en 1970, il rejoint les Terrapins du Maryland. Il est élu meilleur joueur de l'Atlantic Coast Conference en 1974. Il quitte les Terrapins avec 1 017 points (11,8 de moyenne) et 1 053 rebonds, ce qui le record en valeur absolue comme en moyenne (12,2 prises par match).
En 2002, Len Elmore est sélectionné parmi les 50 meilleurs joueurs de l'équipe du cinquantenaire de l'ACC.
Il est choisi le 28 mai 1974 comme 13e choix de la Draft 1974 de la NBA par les Bullets de la Capitale, mais il rejoint la ligue concurrente ABA aux Pacers de l'Indiana. Deux ans plus tard, durant l'été 1976, la franchise des Pacers rejoint la NBA et il y passe trois nouvelles saisons. Le 27 novembre 1979, il est transféré aux Kings de Kansas City en échange d'un second tour de la Draft 1980 de la NBA qui sera Dick Miller. En juin 1980, il est signé par les Bucks de Milwaukee en échange d'un second tour de la Draft 1981 de la NBA qui sera Steve Lingenfelter avant d'être envoyé le 2 novembre 1980 aux Nets du New Jersey. Au terme de la saison NBA 1982-1983, le 22 juin 1983 il est de nouveau transféré en échange d'un second tour de la Draft 1984 de la NBA, qui sera Tom Sluby, aux Knicks de New York, puis prend sa retraite sportive au terme de cette dernière saison NBA. Au cours de sa carrière ABA et NBA, il cumule 3 948 points (6,0 de moyenne), 3 360 rebonds (5,1) et 674 contres (1,0).

## Reconversion
À l'issue de sa carrière, il devient pour plus de vingt ans consultant pour ESPN puis CBS Sports pour commenter le championnat NCAA et NBA.
En 2003, 2006 et 2007, il apparaît dans son propre rôle dans des documentaires et séries télévisées.
En 1987, il obtient un doctorat en droit de la Faculté de droit de Harvard et commence une carrière de procureur comme assistant du procureur de district (District Attorney) de Brooklyn.
Il devient avocat du cabinet LeBoeuf, Lamb, Greene & MacRae à New York.
En 1992, il fonde la société Precept Sports & Entertainment qui de 1992 à 1997 représente sept joueurs choisis au premier de la draft, dont un premier choix, ainsi que plusieurs joueurs de National Football League et de Major League Soccer pour une valeur totale de contrats de plus de 10 millions de dollars. De 2000 à 2007, il est membre du Sports Lawyers Association Board puis président de l'association des joueurs retraités de NBA (National Basketball Retired Players Association) de 2005 à 2008,.
En 2010, il est nommé PDG de la société iHoops. Il est commissaire de la John and James L. Knight Foundation’s Knight Commission on Intercollegiate Athletics et professeur en management du sport à l'université Columbia.

## Distinctions personnelles
- Second meilleur cinq de NCAA (1974)
- Meilleur cinq de l'Atlantic Coast Conference (1974)